# Лагутенко, Илья Игоревич
Илья́ И́горевич Лагуте́нко (род. 16 октября 1968, Москва, СССР) — советский и российский рок-музыкант, певец, поэт, композитор, писатель. Лидер рок-группы «Мумий Тролль». По образованию — востоковед (китаист). Представитель России в Международной коалиции по защите тигров. Почётный гражданин Владивостока (с апреля 2016 года), кавалер ордена «За заслуги перед Владивостоком» первой степени. Внук архитектора, Героя Социалистического труда Виталия Лагутенко.

## Биография
Родился 16 октября 1968 года в Москве. В 1969 году после смерти отца, архитектора Игоря Витальевича Лагутенко, который умер после неудачной операции по удалению аппендикса, семья переехала во Владивосток — родной город матери, художника-модельера Елены Борисовны (по второму мужу Кибиткиной).

### Образование
Успешно учился в средней школе № 9 г.Владивостока с углублённым изучением китайского языка. Пел в детском хоре, в составе которого много гастролировал по стране. Главными кумирами его юности были такие исполнители и группы, как Элис Купер, «Kiss», «Queen», «Genesis» и «Pink Floyd».
Окончил Дальневосточный государственный университет, восточный факультет по специальности «Страноведение» (востоковедение и африканистика). Защитил диплом на тему «Развитие приграничной экономики между Россией и Китаем».

### Карьера
Свою первую группу «Boney P» («Бони Пи») Илья Лагутенко основал в 1981 году. Группа играла «психоделический панк», в состав её входили одноклассники и друзья Лагутенко: Кирилл Бабий (клавишные), Павел Бабий (ударные), Игорь «Куля» Кульков (гитара), Андрей Барабаш (бас).
В 1982 году Лагутенко познакомился с Леонидом Бурлаковым, который придумал группе новое название — «Шок».
16 октября 1983 года в день своего 15-летия основал группу Мумий Тролль — официальная дата рождения группы «Мумий Тролль», тогда группа называлась «Муми Тролль».
Студийная работа над дебютной пластинкой группы «Муми Тролль» началась в конце 1983 года. Дебютный альбом получил название «Новая луна апреля».
В 1987—1990 годах Лагутенко служил в рядах ВВС Тихоокеанского флота в звании младшего сержанта.
С 1991 по 1996 год стажировался и работал в КНР и Лондоне в качестве переводчика и коммерческого советника.
Музыкальная деятельность началась в 1995 году.
Группа «Мумий Тролль» возобновила свою деятельность во второй половине 1990-х годов.
24 апреля 1997 года вышел альбом «Морская», позднее выйдет «Икра» — второй альбом. Его песни «Утекай», «Невеста», «С новым годом, крошка!» буквально сводят с ума поклонниц.
В кинематографе работал как музыкант («Похитители книг», «Незнайка и Баррабасс») и как актёр («Ночной дозор»). Задавал тон во внешнем виде, его стиль не раз был отмечен глянцевыми журналами Glamour и GQ. Лагутенко — представитель России в Международной коалиции по защите Амурских тигров (International Tiger Coalition).

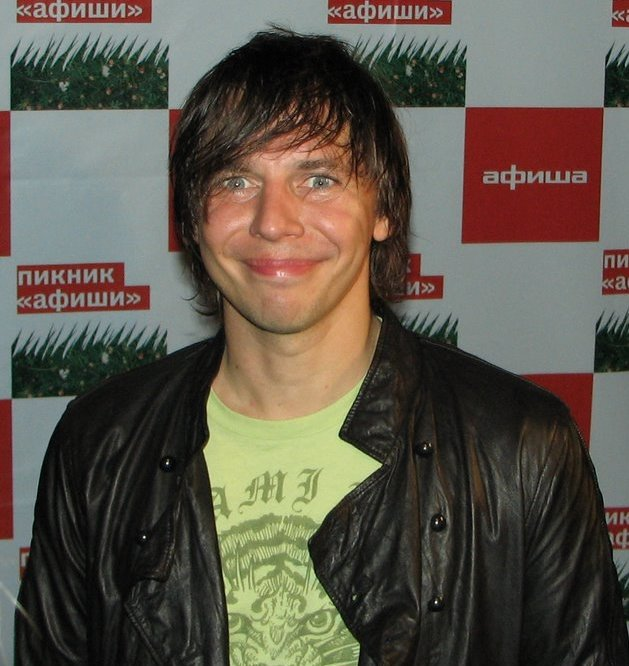
Илья Лагутенко в 2007 году

В 2009 году работал над «Книгой странствий» из четырёх томов, посвящённой путешествиям «Мумий Тролля».
Создал проект под названием КЕТА с электронщиком Андреем Антонцом.
В 2009 году стал соавтором музыки к треку «Intentions» и, в качестве вокалиста, принял участие в записи второго альбома, Automatons, американского электронного артиста/саунд-продюсера компании Universal Music Group, Svoy. Альбом был выпущен в США и Японии, где занял позицию в чарте Billboard Top Independent Albums. В 2010 году альбом победил в нескольких категориях Independent Music Awards в Соединённых Штатах.
В 2011 году выпустил совместный проект музыкантов (супергруппа «Горностай») — альбом «Воздух свободы».
23 февраля 2011 года состоялось подписание соглашения о намерениях сотрудничества между ректором Дальневосточного федерального университета Владимиром Миклушевским и Ильёй Лагутенко.
Член Попечительского совета фонда «Батани».
В 2012 выпустил мини альбом «Космический рейс» совместно с AERONAUTICA
В начале 2013 года Лагутенко был награждён орденом «За заслуги перед Владивостоком» первой степени.
В 2013 году основал международный фестиваль V-ROX (Рок Владивостока).
В начале 2015 года вышел 13-й альбом «Пиратские копии», который сначала издали в КНР, а потом запустили в России.
28 апреле 2016 года Лагутенко присвоено звание «Почётный гражданин Владивостока».
В 2016 году стал музыкальным куратором трёх международных музыкальных фестивалей: собственного фестиваля V-ROX (прошедшего во Владивостоке в 2016 году уже в 4 раз), фестиваля Piena Svetki в Риге (Латвия) и Far From Moscow Festival в Лос-Анджелесе (США).
В 2016 году озвучил роль краба Таматоа в полнометражном мультипликационном фильме «Моана».
В октябре 2022 года вышел многосерийный фантастический аудиоспектакль «Владивосток 3000» по мотивам одноимённой новеллы Лагутенко и журналиста Василия Авченко. Над постановкой работали музыканты группы «Мумий Тролль», актёры Семён Серзин, Владимир Майзингер, Михаил Шамков, Сергей Аполлонов, Игорь Титов, Эва Мильграм, арт-деятель Павел Пепперштейн и музыканты Илья Мазо и Антоха МС.
Сейчас живёт и работает в Лондоне.

### Гражданская позиция
2 марта 2022 года на сайте группы «Мумий Тролль» было выложено сообщение на русском и английском языках о прекращении концертной деятельности. Заявление содержит утверждение о необходимости срочного восстановления мира и сопровождается хештегами «нет войне» и «дайте миру шанс».

## Семья
Отец — Игорь Витальевич Лагутенко, архитектор (1932—1969).
Отчим — Фёдор Фёдорович Кибиткин (род. 9 апреля 1951), капитан дальнего плавания
Мать — Елена Борисовна Кибиткина (род. 7 июля 1947; Магадан), художница, модельер
Единоутробная сестра — Мария Фёдоровна Кибиткина (род. 7 июня 1984)
Бабушка по матери — Вероника Иосифовна Тур (1923-?), преподавала в Дальрыбвтузе и в Московском университете
Дед — Виталий Лагутенко (1904—1968), белорус по национальности, архитектор, автор проекта жилых домов серии К-7 (также известных как «хрущёвки»)
Брат деда — Константин Лагутэнок (Лагутенко) (1905—1978), советский художник.
Дед — Анатолий Иванович Савченко, кандидат технических наук, преподаватель и первый ректор (1967—1973) Дальневосточного технологического института бытового обслуживания, он второй муж бабушки. Бабушку Илья видел редко — она жила в Москве. Дед приходил на все родительские собрания. Преподавал радиоэлектронику, записывал сказки на магнитофон для внука
Прадед — из интеллигентной польской семьи, эмигрировав во время Первой мировой войны из Польши в Россию, спустя двадцать лет был расстрелян большевиками по обвинению в «японско-германско-польском шпионаже» в приморском городе Артёме в 1937 году. В память о прадеде у Ильи хранятся серебряные запонки
Прабабушка по матери — также из польской семьи, из Китая переехавшей на Дальний Восток, затем снова в Китай; после войны они жили в Магадане. Бабушка родилась в Магадане, мать также
Дядя — Андрей Витальевич Лагутенко

### Личная жизнь
Первая жена (1987—2003) — Елена Лагутенко (Тройновская; род. 5 мая 1963), по профессии ихтиолог. Инициатором развода была Елена, не смогла простить измену мужа.
Сын — Игорь Лагутенко (род. 17 мая 1988) — игрок в регби, тренер, музыкальный тур-менеджер, продюсер
Вторая жена (c зимы 2007—2008 годов или с 5 июля 2009 года) Анна Александровна Жукова (род. 1979) — гимнастка и модель. Её сестра Нина Александровна Жукова — модель.
Дочери — Валентина-Вероника Лагутенко (род. октябрь 2008), Летиция Лагутенко (род. июнь 2010).
Тёща — Валентина Владимировна Жукова живёт в Чите, тренер по художественной гимнастике.
Со своей второй женой Анной Жуковой познакомился на съёмке для журнала «Собака.Ru».
В настоящее время проживает с семьёй в Лондоне.

## Фильмография

### Роли в кино
- 2004 — «Ночной дозор» — вампир Андрей
- 2006 — «В ритме танго» (телесериал с Наталией Орейро) — камео
- 2008 ― «День радио» ― камео
- 2010 — «Бриллиантовая рука-2» (музыкально-документальный) — камео
- 2022 — «Мира» — камео

### Музыка
- 2002 — «Азазель» — исполнение песни
- 2004 — «Похитители книг» — музыка
- 2004 — «Незнайка и Баррабасс» — музыка
- 2005 — «Дневной дозор» — музыка
- 2006 — «Космический рейс» — музыка
- 2006 — «Знаки любви»— музыка
- 2006 — «Питер FM» — музыка
- 2007 — «Параграф 78» — исполнение песни
- 2008 — «Больше Бена» — музыка
- 2008 — «С.С.Д.» — камео, музыка
- 2008 — «Кунг-фу панда» — песня «Песня мастера Обезьяны»
- 2009 — «Маргоша» — автор и исполнитель заглавной песни
- 2009 — «Любовь в большом городе» — музыка
- 2009 — «На игре» — музыка
- 2010 — «Бриллиантовая рука-2» —музыка
- 2010 — «Любовь в большом городе 2» — музыка
- 2013 — «Ку! Кин-дза-дза» — музыка
- 2015 — «Воин» — песня «Банды»
- 2015 — «SOS, Дед Мороз, или Всё сбудется!» — музыка, песня «С Новым Годом, крошка!»
- 2015 — «Озабоченные, или Любовь зла» — песни «С чистого листа», «Морская капуста», «Невеста», «Золотое сердце», «Молния», «Где вы, девочки»
- 2016 — «Голоса большой страны» — песня «Карнавала.нет»
- 2016 — «Муми-тролли и Рождество» — «Муми-тролли и Рождество»
- 2016 — «Моана» — песня «Жить в блеске»
- 2016 — «Ёлки 5» — песни «Пломбир», «Грильяж (31 число)», «С любимыми не расставайтесь» (совместно с певицей Ёлкой)
- 2017 — «Бабушка лёгкого поведения» — песня «Фантастика»
- 2019 год — «Трезвый водитель», — песня «Такие девчонки»
- 2020 — «Вампиры средней полосы» — песня «Призраки завтра», «Шамаманы», «Кот кота», «Новая луна апреля»
- 2021 — «Башня» (совместно с Даней Милохиным)
- 2023 — «Танцуй, Селёдка!»  — песня «Утекай»

### Дубляж
- 2008 — «Кунг-фу панда» — мастер Обезьяна[37]
- 2016 — «Моана» — морской краб Таматоа[16][38]

## Дискография
- Новая луна апреля (1985)
- Делай Ю Ю (1990)
- Морская (1997)
- Икра (1997)
- Шамора (1998)
- Точно ртуть алоэ (2000)
- Меамуры (2002)
- Похитители Книг (2004)
- Слияние и поглощение (2005)
- Амба (2007)
- 8 (2008)
- Редкие земли (2010)
- Vladivostok (2012)
- SOS матросу (2013)
- Пиратские копии (2015)[39][40]
- Malibu Alibi (2016)[41][42]
- ВОСТОК Х СЕВЕРОЗАПАД (2018)[43]
- Призраки Завтра (2020)[44]
- После зла (2020)[45]

## Награды
- Знак отличия «За заслуги перед Владивостоком».
- Почётный гражданин города Владивостока (28 апреля 2016 года)
- Почётная грамота Правительства Российской Федерации (29 марта 2011 года) — за активное участие в организации и проведении Международного форума по проблемам, связанным с сохранением тигра на Земле[46].